# NASL Soccer
NASL Soccer, o solo Soccer sulle copertine europee/australiane e nella schermata iniziale, fu uno dei primi videogiochi di simulazione calcistica, sviluppato nel 1979 da Kevin Miller e pubblicato nel 1980 da Mattel per la console Intellivision.
Il titolo originale si riferisce alla North American Soccer League.
NASL Soccer è giocabile solo da due persone in competizione; l'altra squadra non può essere controllata dal computer.
Il terreno di gioco è visibile solo una parte alla volta, con prospettiva laterale, a scorrimento orizzontale. Sono visibili al massimo 6 calciatori alla volta oltre all'eventuale portiere, sebbene idealmente siano presenti tutti e 22, perché gli altri restano nella rispettiva zona non mostrata del campo. Fra le novità introdotte nel gioco, la possibilità di governare i movimenti del portiere oltre a tutti gli altri membri della squadra. Fra le opzioni implementate anche la possibilità di scattare, dribblare, effettuare triangolazioni e di battere calci d’angolo e rimesse dal fondo, oltre a un sonoro che riproduce il rumore del pubblico, mentre mancano i falli, i rigori e il fuorigioco.
Soccer era comunque notevole per la sua fedeltà di simulazione e rappresentava uno dei migliori giochi di calcio per console della sua generazione..
Nel 1982 la Mattel pubblicò International Soccer per Atari 2600, che può essere considerato una conversione di NASL Soccer. International Soccer mantiene molte delle caratteristiche dell'originale, ma ha una prospettiva diversa, a scorrimento verticale.
Nel 1984 uscì una versione rimodernata del gioco, sempre per Intellivision, chiamata World Cup Soccer benché nota fra gli appassionati come Super NASL Soccer. La principale novità era la possibilità di giocare contro il computer, inoltre vennero introdotti calci di rigore, punizioni e fuorigioco.
Sembra che della seconda versione ci fu anche un'edizione ufficiale con il titolo italiano Super calcio.